# Francisco Picaluga
Francisco Picaluga y Sicolame (Génova, Italia, 1792 - ibídem, 1836) fue un marino genovés que viajó a México como dueño y capitán del bergantín Colombo. Es conocido por haber traicionado y secuestrado al expresidente mexicano Vicente Guerrero para entregarlo como prisionero al gobierno opositor del vicepresidente Anastasio Bustamante.

## Semblanza biográfica
Fue hijo de Jerónimo Picaluga. Nació en Boccadasse, en el actual barrio genovés de Albaro. Obtuvo el grado de capitán de 2.ª clase de la marina mercante. Desde 1825, siendo dueño y capitán del bergantín Colombo, se dedicó a transportar mercancías entre Guayaquil (Gran Colombia) y Acapulco (México).
En 1830, en México se peleaba la Guerra del Sur. Los conflictos habían iniciado en diciembre de 1829 cuando se proclamó el Plan de Jalapa, mediante el cual se separó a Vicente Guerrero de su puesto como presidente de la república. Asumió la titularidad del Poder Ejecutivo el vicepresidente Anastasio Bustamante, quien respaldó la iniciativa. Los simpatizantes de Guerrero se pronunciaron mediante el Plan de Codallos en marzo de 1831. En la costa del océano Pacífico se habían confrontado las fuerzas bustamantistas al mando del comandante Nicolás Bravo contra las fuerzas guerreristas al mando de Juan Álvarez.
Procedente de Guayaquil, Picaluga ancló en la bahía de Acapulco el 23 de junio de 1830. Ese mismo día contactó al comandante Nicolás Bravo, quien le autorizó embarcar a Juan Molina con el objetivo de protegerlo de las fuerzas sublevadas de Juan Álvarez, las cuales rondaban en la zona. El marino adeudaba los derechos de aduana del cargamento que transportaba, los cuales ascendían a un monto de 2000 pesos, debido a ello, fue asediado constantemente por el Ministerio de Hacienda. Durante su estancia, también entabló amistad con Vicente Guerrero. Cuando el ministro de Guerra José Antonio Facio se enteró y valoró esta situación, se propuso sacar provecho del marino. Con la intención de negociar el costo de los derechos de aduana, Picaluga viajó a la Ciudad de México haciendo escala en Chilpancingo, en donde Nicolás Bravo le otorgó un salvoconducto y le dio instrucciones para contactar a Facio.
A mediados de octubre se realizó la entrevista: el ministro propuso al marino un plan para apresar a Vicente Guerrero, Juan Álvarez y los demás jefes de rebelión. Al principio, Picaluga se mostró ofendido argumentado "¡Oh señor, usted ofende mi delicadeza y moralidad!, ¡no permita Dios que yo hiciera tal cosa!", pero el ministro replicó que haría un gran servicio a la nación y le ofreció un pago de 50 000 pesos; finalmente Picaluga aceptó la propuesta.
El genovés regresó al puerto de Acapulco, poco después, Guerrero fletó el Colombo, pues deseaba que Manuel Primo Tapia y Manuel Zavala viajaran a Zihuatanejo y Petacalco, el primero en busca de maíz para abastecer a su contingente y el segundo para viajar a Jalisco con la misión de entregar correo dirigido al general Miguel Barragán, y para enviar correos a Anastasio Bustamante, José Antonio Facio y Lucas Alamán. El 14 de enero llevó a cabo la felonía, antes de zarpar, Picaluga invitó a Guerrero para tomar la sopa con los dos Manueles. Al subir a bordo, la embarcación los recibió con dos cañonazos a manera de bienvenida, en realidad se trataba de un aviso preestablecido para informar a tierra que el plan se había puesto en marcha.
El bergantín Colombo levó anclas y zarpó con dirección a Huatulco, en el trayecto se encontró con la goleta La Flor de la Mar, a la cual le informó que "el pájaro iba en la jaula", los tripulantes de la goleta celebraron la noticia con varios cañonazos. El 20 de enero el bergantín llegó a su destino. En la playa que a partir de entonces se conoce con el nombre de La Entrega, los esperaban —desde diciembre— el capitán José Miguel González, el teniente Fuentes y el alférez Maciel. Picaluga no aceptó el pago en moneda mexicana, exigió que se le pagara en oro. Para cumplir esta exigencia, el ministro de Hacienda Mangino reunió 3000 onzas de oro, las cuales fueron transportadas a Huatulco por el general Gabriel Durán. Después de que lo apresó y antes de llegar a las costas de Oaxaca, lo cambiaron de barco  y lo pasaron a un barquito de origen colombiano llamado Francisco Guayaquil. Llegaron a Huatulco (aquí pasó la noche encadenado a un árbol) de ahí fue trasladado al pueblo de Cuilapan. Tras un juicio militar sumario e irregular, el juez fiscal Nicolás Condelle sentenció a muerte a Guerrero, la ejecución se llevó a cabo el 14 de febrero de 1831 en Cuilapan.
La prensa acusó a Bustamante y a sus ministros por el asesinato de Guerrero. Poco antes de morir, Lucas Alamán confesó a José María Tornel que durante una reunión secreta, el ministro de Guerra José Antonio Facio y el ministro de Justicia José Ignacio Espinosa Vidaurre habían votado por la muerte, mientras que el ministro de Hacienda Rafael Mangino y el ministro de Relaciones Lucas Alamán por el destierro, el vicepresidente Anastasio Bustamante tomó la decisión final. El pueblo mexicano no perdonó las acciones de Picaluga, se llegó a acuñar la expresión picalugada como un sinónimo de traición. Fue considerado un bandido tanto en México como en Italia. El 28 de julio de 1836, el Real Consejo Superior del Almirantazgo en Génova lo condenó a la pena capital, declarándolo expuesto a la argolla como enemigo de la patria y del Estado.

## Nuevas investigaciones
El pueblo mexicano no perdonó la traición de Picaluga y se llegó a acuñar la expresión picalugada como un sinónimo de felonía y de traición. Tanto en México como en Italia fue considerado un bandido y en Génova se le condenó a la pena capital en ausencia. Como nunca fue detenido ni juzgado por su acción, Francesco Picaluga, quien gracias al soborno de cincuenta mil pesos se convirtió en un hombre inmensamente rico, permaneció algunas semanas en México y luego desapareció. Surgieron versiones y leyendas; algunos dijeron que se marchó a Palestina donde ingresó a un convento; otros lo situaron en Esmirna, Turquía, y hubo quien afirmó que se había establecido en su natal Génova.
Pero el asesino de Vicente Guerrero jamás salió de nuestro país. Una investigación de un desconocido ingeniero de Minas, Amado Aguirre, concluida noventa años después, en 1921 da cuenta de que Picaluga, una vez cobrados los cincuenta mil pesos/oro viajó al puerto de San Blas, Nayarit y de allí se dirigió a la ciudad de Tepic donde, con el falso nombre de Juan Pazador, supuestamente español, se casó con una joven llamada Cruz Flores, cuñada de un rico comerciante español llamado Ramón Pauquino. La pareja se estableció luego en el puerto de Mazatlán, Sinaloa donde Juan Pazador abrió una gran casa de comercio. En 1857 la esposa de Pazador heredó de su hermana un gran capital que Picaluga-Pazador invirtió en la industria de Palo de Brasil. Por ese entonces sobrevino una crisis en los mercados europeos del palo de Brasil y el negocio fracasó. También tenía la afición de ser apostador lo que favoreció su ruina. 
La acuciosa investigadora periodística Bertha Hernández nos cuenta en la edición del 26 de febrero de 2017 del diario La Crónica, que “abrumado por la ruina Francesco Picaluga (a) Juan Pazador se suicidó el 29 de marzo de 1859 pegándose un tiro y dejando a su familia en la miseria”. Fue enterrado en el panteón Número 1 el Angela Peralta. No tuvo hijos pero adoptaron tres que vivieron en forma modesta. En Génova dejó varios hijos.